# Schlösschen Vielsaßing

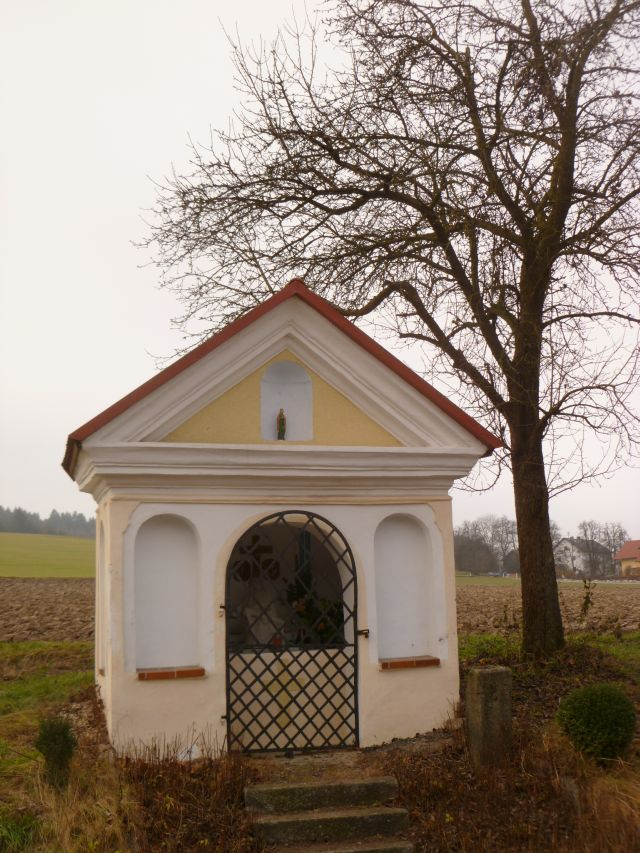
Kapelle in Vilsassing, oberhalb der Kapelle befand sich das Schlösschen Vielsaßing

Der ehemalige Edelsitz Vielsaßing lag in dem gleichnamigen Ortsteil der Gemeinde St. Florian am Inn im Bezirk Schärding.
Urkundlich ist um 1130 Filceizingen erwähnt. 1752 findet sich ein Kaufvertrag, aus dem hervorgeht, dass der Süz Villsassing vom Freiherrn von Armansperg erkauft wurde. 1837 wird Vilsaßing als landtäflicher Edelsitz erwähnt. Auch Anton Graf von Thun wird als Eigentümer von Vielsaßing erwähnt. Im Grundbuch des Bezirksgerichts Engelhartszell ist ein Dominium Vilsaßing eingetragen.
Das Schlösschen war das Haus Nr. 2 in der Ortschaft Vilsassing und der Bauernhof Mayr war der zugehörige Maierhof. Heute ist davon nichts mehr erhalten, auf dem entsprechenden Acker werden angeblich aber noch Steine ausgegraben, die von dem Edelsitz stammen.